# Renault KJ
O Renault KJ  (Type KJ) foi um carro compacto produzido pelo fabricante francês Renault entre 1923 a 1924. O Renault KJ foi apresentado no Paris Motor Show de 1923 em Paris, o projeto e design do carro foi desenhado pelo próprio Louis Renault.  A Renault o construiu com o intuito de ser um carro de classe média, seus concorrentes eram o Peugeot Quadrilette e o Citroen Type C, o Renault KJ estava disponível em uma varias versões. Em poucos meses de produção, o capô "Coal Scuttle"  recebeu um facelift chamado Renault "Alligator" KJ-1.